# Space gun
Space gun is het 26e studioalbum van de Amerikaanse indierockband Guided by Voices. Het album werd uitgebracht op 23 maart 2018.
Zanger Robert Pollard kondigde aan dat Space gun het enige album zou worden dat de band in 2018 ging uitbrengen. Hiermee brak hij met wat wel omschreven is als zijn workflow. Het album kon rekenen op positieve recensies en qua kwaliteit en samenhang werd Space gun vergeleken met onder andere Isolation drills (2001).

## Tracklist
Alle muziek en teksten zijn geschreven door Robert Pollard. 
| Nr. | Titel                    | Duur |
| --- | ------------------------ | ---- |
| 1.  | Space gun                | 4:18 |
| 2.  | Colonel Paper            | 2:00 |
| 3.  | King Flute               | 1:22 |
| 4.  | Ark Technician           | 2:19 |
| 5.  | See my field             | 2:48 |
| 6.  | Liars' box               | 2:50 |
| 7.  | Blink blank              | 3:25 |
| 8.  | Daily get-ups            | 1:35 |
| 9.  | Hudson rake              | 1:44 |
| 10. | Sport component national | 2:49 |
| 11. | I love kangaroos         | 3:08 |
| 12. | Gray spat matters        | 1:29 |
| 13. | That's good              | 3:16 |
| 14. | Flight advantage         | 2:23 |
| 15. | Evolution circus         | 3:36 |

## Personeel

### Bezetting
- Robert Pollard, zang
- Doug Gillard, gitaar, achtergrondzang op #10
- Bobby Bare jr., gitaar
- Mark Shue, basgitaar, achtergrondzang op #10
- Kevin March, drums

### Productie
- Travis Harrison, geluidstechnicus
- Ray Ketchem, aanvullende opname #10